# فرت ریچی (مریلند)
فرت ریتچی (به انگلیسی: Fort Ritchie) شهری در ایالت مریلند کشور ایالات متحده آمریکا است که جمعیت آن در سرشماری سال ۲۰۱۰ میلادی، ۳۱۴ نفر بوده‌است.